# テンレック科
テンレック科（Tenrecidae）は哺乳類アフリカ獣類アフリカトガリネズミ目の科。アフリカとマダガスカルのみに分布し、他の地域におけるトガリネズミやハリネズミのニッチを占める。地上性、半樹上性、水生、地中性など、さまざまな種がいる。乳房が29個ある種も確認されている。

## 種
現生種
- テンレック科 Tenrecidae
  - ジネズミテンレック亜科 Geogalinae
    - ジネズミテンレック属 Geogale
      - ジネズミテンレック Geogale aurita

  - コメテンレック亜科 Oryzorictinae
    - ミズテンレック属 Limnogale
      - ミズテンレック Limnogale mergulus

    - オナガテンレック属 Microgale
      - オブトテンレック Microgale brevicaudata
      - カウアンテンレック Microgale cowani
      - ドブソンオナガテンレック Microgale dobsoni
      - ドローハードオナガテンレック Microgale drouhardi
      - ナガハナオナガテンレック Microgale dryas
      - ウスイロオナガテンレック Microgale fotsifotsy
      - ヒメオナガテンレック Microgale gracilis
      - コナガハナオナガテンレック Microgale gymnorhyncha
      - オナガテンレック Microgale longicaudata
      - ヤマオナガテンレック Microgale monticola
      - ナソロオナガテンレック Microgale nasoloi
      - コオナガテンレック Microgale parvula
      - ヌシオナガテンレック Microgale principula
      - チビオナガテンレック Microgale pusilla
      - オオバナオナガテンレック Microgale soricoides
      - タイバオナガテンレック Microgale taiva
      - タラザックオナガテンレック Microgale talazaci
      - トマスオナガテンレック Microgale thomasi

    - コメテンレック属 Oryzorictes
      - コメテンレック Oryzorictes hova
      - ヨツユビコメテンレック Oryzorictes tetradactylus

  - ポタモガーレ亜科 Potamogalinae
    - ヒメポタモガーレ属 Micropotamogale
      - ヒメポタモガーレ Micropotamogale lamottei
      - ミズカキポタモガーレ Micropotamogale ruwenzorii

    - ポタモガーレ属 Potamogale
      - ポタモガーレ Potamogale velox

  - テンレック亜科 Tenrecinae
    - ヒメハリテンレック属 Echinops
      - ヒメハリテンレック Echinops telfairi

    - シマテンレック属 Hemicentetes
      - ズグロテンレック Hemicentetes nigriceps
      - シマテンレック Hemicentetes semispinosus

    - ハリテンレック属 Setifer
      - ハリテンレック Setifer setosus

    - テンレック属 Tenrec
      - テンレック Tenrec ecaudatus

絶滅種
- プロテンレック Protenrec tricuspis[2]

## 進化史
プロテンレックは中新世のアフリカ大陸に生息した初期のテンレック。現在アフリカ大陸に生息しているのは、最初期（約4,700万年前）に分岐したポタモガーレ亜科のみである。それ以外のテンレック亜科、ジネズミテンレック亜科、コメテンレック亜科はマダガスカル島に生息する。この3系統の共通祖先がマダガスカルに渡ったのは、4700万 - 2900万年前と推定されている。また、アフリカに残ったポタモガーレ亜科以外のテンレックは、約2000万年前に地続きとなったユーラシア大陸から渡来したトガリネズミやハリネズミ達との生存競争に敗れ、絶滅していったと推定されている。